# 孟珙
孟珙（1195年—1246年10月13日），字璞玉，自號無庵居士，随州枣阳（今湖北枣阳）人。南宋著名将领。早年隨父親孟宗政征戰，嶄露頭角。宋金战争末期，率兵與蒙古軍隊联手圍攻蔡州，滅亡金國，戰後护送太常寺人馬赴洛阳拜祭先帝陵墓。宋蒙戰爭初期，屡次率兵奔驰救援，守住重镇江陵，又在黄州開創宋蒙開戰以來的空前大捷。因功升任京湖制置使，主持中綫荆襄戰場軍務，收复重鎮襄阳，击退从四川顺江而下的蒙军，攻袭蒙军后方基地。后又受命移驻夔州，統一管理长江上、中游防务，实现荆、蜀联防。在正面战场之外，還積極招募军士，發動屯田，修筑水利，建設书院，选拔人才。死后特赠太师、封吉国公，谥忠襄。

## 生平

### 将门虎子
孟珙出生于南宋庆元元年（1195年）。孟家祖籍绛州，到孟珙的祖父辈时才定居随州枣阳。孟珙的高祖父孟安曾在名将岳飞军中服役。父亲孟宗政因开禧二年（1206）年抵御金国部队入侵有功，被任命为枣阳令，后任京西兵马钤辖，驻扎襄阳。
嘉定十年（1217年），金国发兵进攻樊城、棗陽軍、光化军等地。孟珙先是在守御樊城时向父亲献策，成功伏击金军，后又在救援枣阳时救出陷入敌阵的父亲。战后，孟珙补为进勇副尉，始获官阶。之后数年，金军屡次围攻枣阳。孟宗政、孟珙父子奋勇坚守，又攻破金兵积聚粮草、兵械的湖阳县，使金兵不敢再进犯。此后，孟珙长期在枣阳领兵，期间曾先后为父母丁忧。

### 联蒙灭金
绍定五年（1232年），宋与蒙古联手围攻金国首都开封府，金哀宗逃往归德府。六年（1233年），哀宗又奔逃蔡州。金国大将武仙欲迎哀宗入四川图存。孟珙奉命出兵唐、邓，击杀邓州地方豪强武天锡，迫使邓州太守移剌瑗投降，奇袭淅川的武仙大寨，成功粉碎金哀宗的入蜀计划。
当年十月，孟珙与江海率兵两万，运米三十万石，赴蒙古之约，联手攻打蔡州。围困三个月后，端平元年正月己酉（1234年2月9日），孟珙攻破蔡州城，金哀宗自杀，金末帝战死，金国灭亡，金哀宗尸骸被孟珙与蒙古统帅塔察儿所分，宋朝國仇得报。戰後孟珙從北方招募士兵15000人，創建鎮北軍（後改名忠衛軍），成為南宋荊襄戰區的主力部隊。

### 奔馳救援
当年六月，南宋出兵北伐，意图收复开封府、河南府、应天府（原北宋东京、西京、南京）。蒙古得知消息后南下防卫，宋蒙正式开战。八月，孟珙趁蒙古大军未至，护送太常寺主簿朱杨祖等人疾驰洛阳，拜祭先帝陵墓。礼成归来，留驻襄阳，統領鎮北軍。
当年年末，孟珙进京向枢密院汇报军情，次年初受宋理宗召见。端平三年（1236年）春天，孟珙进驻黄州，依山修筑工事，屡次退敌。秋天，节制黄州、蕲州、光州、信阳军马。冬天，解救遭围困的蕲州。此时，襄阳已因兵变而陷落，京西、湖北多郡守臣或逃或死，江陵岌岌可危。孟珙奉命前往救援，设疑兵令蒙军犹豫不敢渡江，指挥部队连破二十四寨，击退蒙军，令荆襄战场的颓势得以遏止。
嘉熙元年（1237年），因功封随县开国男，任江陵知府、京湖安抚副使。当年冬天，淮西局势告急，孟珙前往黄州救援，阻止蒙軍渡江，成功守住城池，開創南宋與蒙古開戰以來的空前大捷。

### 主持荆蜀
嘉熙二年（1238年），孟珙因功任京西湖北路制置使兼知岳州，接替史嵩之主持荆襄戰場軍務。理宗詔令孟珙收复襄阳及周边地区，孟珙采用步步逼近的方针，派人首先攻占郢州、荊門，继而一举收复信阳、樊城、襄阳、光化等地。战后，孟珙在當地陸續招攬士卒，將荆襄一帶的兵力提升至近13萬人。孟珙還上书，指出蒙军驻兵不多，因此收复襄阳十分容易，但要守住襄阳并不简单，建议驻兵十万，用心经营防务。但朝廷不支持重兵守襄的计划，孟珙于是撤兵，襄阳、随州一带成为宋蒙双方都不去占领的弃地。
嘉熙三年（1239年）末，蒙军攻入四川后一路东下，在万州渡过长江，向東推進，直接威胁長江中游州郡。孟珙提前已在峡州、歸州、施州屯兵佈防，此时率兵西上，遣軍在归州大垭寨迎战蒙军，迫使蒙军退兵，后又协助收复夔州。为防备蒙军由四川入侵两湖，深入长江南岸，孟珙向朝廷上书，建议从北至南设立三条防线：第一条以夔州为基地，设制置副司，负责防守涪州、万州以下长江江面；第二条守卫鼎州、澧州；第三条守卫辰州、沅州、靖州、郴州、桂阳。但该防御计划未能得到朝廷的同意。
嘉熙四年（1240年），孟珙在获得谍报后，派张英、任义、焦进分别前往随州、信阳、襄阳，阻扰正在招募军民屯田的蒙军；派王坚潜入顺阳，烧毁积聚的造船木材；派张德、刘整攻入蔡州，焚烧蒙军积聚的粮草，取得攻袭蒙古军后方基地的胜利。
同年，因京湖局势稳定，四川兵祸不宁，朝廷调动孟珙移防夔州，授宁武军节度使，任四川宣抚使、京湖安抚制置使、夔路制置使，同时管理长江上、中游防务，实现荆、蜀联防。孟珙进驻夔州后，整顿四川吏治，改革积弊，調停四川安撫制置使陳隆之和副使彭大雅的矛盾；采取军队屯田、民众习武、耕战结合的策略，解决军饷短缺问题；积极选拔人才，重用李庭芝等人。淳祐元年（1241年），蒙古入侵西川，攻破成都、漢州，殺死陳隆之。二年（1242年），孟珙諜知蒙軍計劃入侵荆襄，派遣多隻部隊在襄陽會合。蒙軍改往四川，攻陷遂宁、瀘州、叙州，攻打嘉定失败后撤退。年末，孟珙拜檢校少保，进封汉东郡开国公。孟珙又上书朝廷，指出京湖形势的三大问题：辰州、沅州、靖州驻兵全无，沿江防务连绵过长，整体兵力不足。
淳祐三年（1243年），余玠接手四川防務，孟珙返回荊襄。此后数年，京湖战场较少受蒙军入侵，孟珙在遣兵支援淮西寿春、广西静江等地防御的同时，还积极派军队主动北上袭击申州、镇平等地。他于淳祐五年（1245年）在江陵修筑军事水利工程“三海”，沟通附近的河流、湖泊，形成规模宏大的城防体系。同年，在公安、武昌两地兴建的公安书院、南阳书院告成，以收容荆襄、四川的流亡士人。

### 致仕去世
此前曾叛金投宋又叛宋投蒙的范用吉（本名孛术鲁久住）秘密联系孟珙，表示愿意归降，但南宋朝廷怀有疑虑，拒绝此事。孟珙感叹道：“三十年收拾中原人心，今志不克伸矣。”乃于淳祐六年（1246年）数次自请辞官，五次不许后，终于以檢校少师、宁武军节度使致仕。九月三日（1246年10月13日），孟珙于江陵府治去世。死后特赠太师、封吉国公，谥忠襄。葬于武昌县（今湖北鄂州）金紫山。

## 個人生活
孟珙通佛理，著有《無庵法語》一卷。亦通《易经》，著有《警心易贊》。又尊奉真武大帝。
孟珙娶妻彭氏，生有二子孟之经、孟之缙及二女。孙孟淳，平江路总管。
宋人有春宫画《尝后图》，描绘孟珙灭金时强奸金国徒單皇后。王国维等认为此事为宋人臆想，无关孟珙。